# Tityus vaissadei
Espèce
Tityus vaissadei est une espèce de scorpions de la famille des Buthidae.

## Distribution
Cette espèce est endémique du département de Boyacá en Colombie. Elle se rencontre vers Muzo.

## Description
Le mâle holotype mesure 81,0 mm et la femelle paratype 73,0 mm.

## Étymologie
Cette espèce est nommée en l'honneur d'Alain Vaissade.

## Publication originale
- Lourenço, 2002 : « New records of scorpions for the Neotropics (Arachnida). » Revue Suisse de Zoologie, vol. 109, no 1, p. 127-141 (texte intégral).